# Ilidă

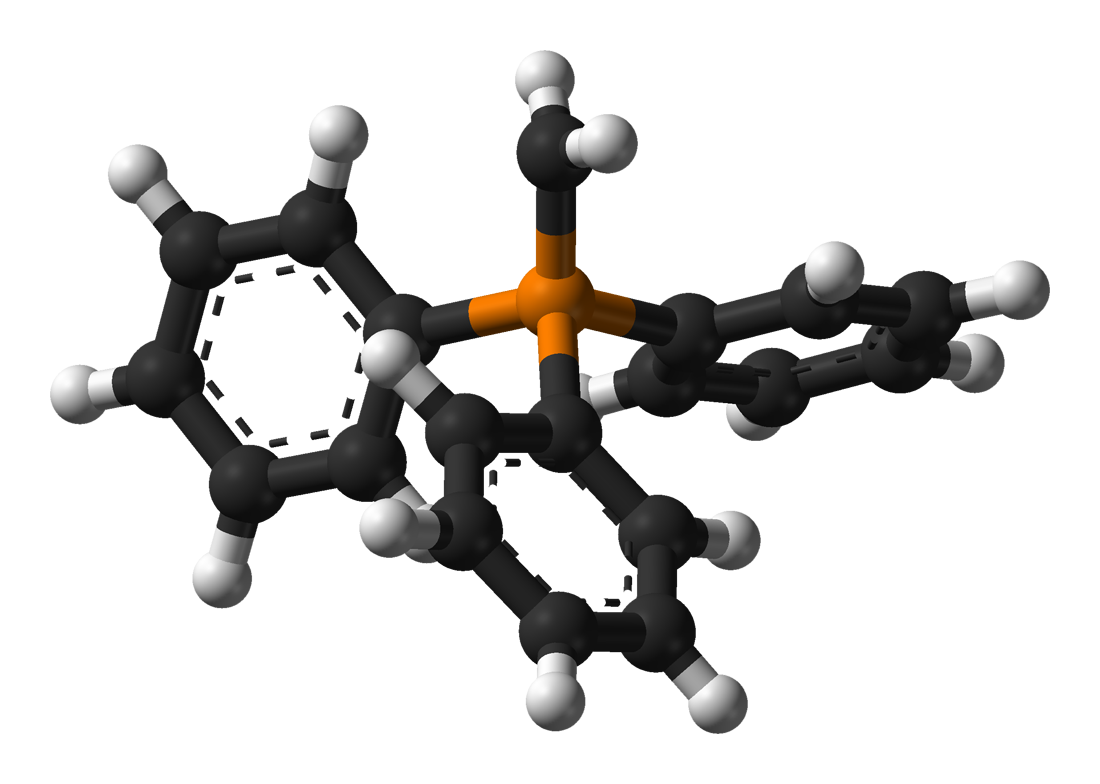
Metilentrifenilfosforan, o fosforilidă (ilidă cu fosfor).

O ilidă (denumită alternativ și ilură) este o moleculă dipolară ce conține un atom cu sarcină negativă (de obicei un atom de carbon cu sarcină negativă, caz în care avem un carbanion) legat direct de un heteroatom cu sarcină pozitivă (care poate fi azot la „azotilide”, fosfor la „fosforilide” sau sulf la „sulfilide”). Ilidele reprezintă un exemplu de zwitterioni. Sunt utilizate în chimia organică ca și reactivi sau apar ca și intermediari de reacție în sinteza organică.

## Structură
Structura ilidelor poate fi reprezentată ori prin notarea sarcinilor la cei doi atomi încărcați, ori prin scrierea legăturii duble dintre aceștia conform structurii de rezonanță:
Distribuția electronică în cadrul moleculei depinde de partenerii de reacție, astfel că se pot folosi ambele în scrierea mecanismelor de reacție.

## Proprietăți chimice

### Reacția Wittig
Cea mai importantă reacție este cea a fosforilidelor cu compușii carbonilici, cunoscută sub numele de reacție Wittig, prin care se pot obține un grup special de alchene.

### Transpoziție sigmatropică
Multe ilide dau reacții sigmatropice. Un exemplu este reacția Sommelet-Hauser de transpoziție [1,2].
O reacție sigmatropică de transpoziție [3,3] a fost observată la unele fosforilide. În imagine se poate observa reacția alcoolului alilic cu 2-cloro-5,5-dimetil-1,3,2-dioxafosforinan, prin care se formează un ester fosfit. Apoi, prin adiția unei carbene metalice se formează o ilidă, care se rearanjează cu formare de fosforilidă.

### Transpoziție alilică
Reactivii Wittig (fosforilidele) au caracter de nucleofili în reacțiile de substituție nucleofilă bimoleculară de transpoziție alilică (SN2'):
Reacția inițială de adiție este urmată de o reacție de eliminare.